# De Dorlodot
De Dorlodot is een Belgische adellijke familie, hoofdzakelijk gevestigd in Henegouwen.

## Genealogie
- Jean Dorlodot (1697-1752), x Marie-Françoise Parigny
  - Jean-Baptiste de Dorlodot (°1723), x Marguerite Thomas
    - Léopold de Dorlodot (1769-1809), x Marie-Agnès Tichoux (1777-1835)
      - Léopold de Dorlodot (1805-1870), x Sophie de Dorlodot (1802-1843), xx Ludolphine de Moriamé (1809-1889)
        - Léopold de Dorlodot (1831-1900), x Laure Jottrand (1836-1906)
        - Marcel de Dorlodot (zie hierna)

  - Édouard de Dorlodot (1739-1816), x Philippine de Beelen-Bertholff (1762-1835)
    - Eugène de Dorlodot (zie hierna)
    - Théodore de Dorlodot (zie hierna)

## Marcel de Dorlodot
- Léon Marcellin (Marcel) Emile de Dorlodot (Couillet, 9 april 1849 - Brussel, 9 januari 1928), trouwde in 1844 met Adèle Cumont (1856-1941), kleindochter van Charles Cumont. Ze kregen een zoon en een dochter. Hij verkreeg erkenning in de erfelijke adel in 1923.
  - Léopold de Dorlodot (1879-1932), mijningenieur en directeur van het koloniaal museum in Tervuren, trouwde in 1916 met Marie-Louise de Géradon (1879-1954). Ze kregen een zoon en een dochter, met afstammelingen tot heden.
  - Valérie de Dorlodot (1881-1953), trouwde in 1902 in Lodelinsart met Armand Dewandre (1873-1946). Ze kregen twee zoons en een dochter, met afstammelingen tot heden.

## Eugène de Dorlodot
- Eugène François de Dorlodot (Charleroi, 27 maart 1783 - Brussel, 18 april 1869), gemeenteraadslid van Charleroi, burgemeester van Acoz, senator en industrieel in de metallurgie, trouwde in 1818 in Bousval met Thérèse Houyoux (1799-1849). Ze kregen drie zoons en twee dochters. Hij verkreeg erkenning in de erfelijke adel in 1857.
  - Eugène Charles de Dorlodot (1823-1891), industrieel, burgemeester van Acoz en volksvertegenwoordiger, trouwde met zijn nicht Amélie de Dorlodot (1823-1903). Het huwelijk bleef kinderloos.
  - Hortense de Dorlodot (1827-1901), trouwde in 1844 in Acoz met Martial Leclercq (1811-1887). Ze woonden op het kasteel van Vieusart in Corroy-le-Grand, waar Hortense een meisjesschool inrichtte. Ze kregen een dochter, maar zonder afstammelingen tot heden.
  - Charles-Auguste de Dorlodot (1830-1902), trouwde in 1852 in Marchienne-au-Pont met Marie Pirmez (1827-1893), dochter van Sylvain Pirmez, voorzitter van de rechtbank van eerste aanleg in Charleroi, burgemeester van Marchienne-au-Pont, provincieraadslid van Henegouwen en senator. Ze kregen vier zoons en een dochter.
    - Sylvain de Dorlodot (1853-1920), provincieraadslid van Henegouwen, trouwde in 1877 in Monceau-sur-Sambre met Marie-Josèphe Houtart (1857-1926), dochter van baron Jules Houtart, industrieel. Ze kregen drie zoons en drie dochters.
      - Jean de Dorlodot (1884-1973), burgerlijk mijnbouwkundig ingenieur en burgemeester van Floriffoux, trouwde in 1912 in Brussel met Hélène de Meeûs d'Argenteuil (1888-1969), dochter van graaf Charles de Meeûs d'Argenteuil, burgemeester van Neerrepen. Ze kregen drie zoons en drie dochters, met afstammelingen tot heden. Hij kreeg 1920 de titel baron, overdraagbaar bij eerstgeboorte (in 1934 uitgebreid tot zijn drie zonen en door hen overdraagbaar bij eerstgeboorte).
        - Marie de Dorlodot (1913-1992), trouwde in 1934 in Corroy-le-Grand met Charles de Montpellier (1907-1996), procureur des Konings in Namen, zoon van Frédéric de Montpellier, burgemeester van Denée en provincieraadslid van Namen. Ze kregen drie zoons, met afstammelingen tot heden.
        - Elisabeth de Dorlodot (1917-2013), trouwde in 1939 in Corroy-le-Grand met Rudolphus (Raoul) della Faille de Leverghem (1912-2006), advocaat. Ze kregen tien zoons en vier dochters, met afstammelingen tot heden.
        - François de Dorlodot (1918-1934), trouwde in 1946 in Linkebeek met gravin Francine d'Oultremont (1923-2000), dochter van Pierre d'Oultremont, onderluitenant en ingenieur. Ze kregen drie zoons en drie dochters, met afstammelingen tot heden.
        - Henry de Dorlodot (1921-1997), burgerlijk ingenieur werktuigkunde, trouwde in 1948 in Grune met barones Martine van der Straten Waillet (1923-2012). Ze kregen drie zoons en drie dochters, met afstammelingen tot heden.
        - Pierre de Dorlodot (1922-2016), trouwde in 1949 in Sosoye met Bernadette Desclée de Maredsous (1925-1975). Ze kregen vier zoons en vier dochters.
        - Agnès de Dorlodot (1923-2015), trouwde in 1949 in Corroy-le-Grand met Jean Desclée de Maredsous (1920-2010), zoon van Benoît Desclée de Maredsous, gemeenteraadslid van Doornik, en broer van Jules Desclée de Maredsous, bankier. Ze kregen vier zoons en twee dochters, met afstammelingen tot heden.

    - Henry de Dorlodot (1855-1929), kanunnik, paleontoloog, geoloog en hoogleraar aan de Katholieke Universiteit Leuven.
    - Maria de Dorlodot (1859-1935), nationaal secretaris en provinciaal voorzitter van de Association catholique internationale des oevres de protection de la jeune fille, voorzitter van de Fédération des cercles de ménagères rurales de la province de Namur en voorzitter van het pensioenfonds Pensons à la vieillesse de Suarlée.
    - Joseph de Dorlodot (1871-1941), trouwde in 1891 in Doornik met Marie-Louise Houtart (1868-1962), dochter van baron Jules Houtart. Ze kregen twee zoons, met afstammelingen tot heden. Hij kreeg 1920 de titel baron, overdraagbaar bij eerstgeboorte (in 1934 uitgebreid tot zijn drie zonen en door hen overdraagbaar bij eerstgeboorte).
      - Albert de Dorlodot (1899-1975), meteoroloog, trouwde in 1925 in Brussel met Marguerite d'Huart (1902-1993). Ze kregen drie zoons en twee dochters, met afstammelingen tot heden.
      - Charles de Dorlodot (1903-1980), rechtsgeleerde en hoogleraar aan de Facultés universitaires Notre Dame de la Paix, trouwde in 1930 in Sint-Denijs-Westrem met Cécile de Hemptinne (1906-1996). Ze kregen vijf zoons en vier dochters, met afstammelingen tot heden.

  - Eugénie de Dorlodot (1835-1882), trouwde in 1855 in Acoz met baron Antoine del Marmol (1832-1904), mijningenieur. Ze richtten in Acoz een meisjesschool op. Het huwelijk bleef kinderloos.
  - Léon de Dorlodot (1837-1918), burgemeester van Acoz en industrieel, trouwde in 1868 in Doornik met Louise Lefèbvre (1848-1918), kleindochter van baron Léopold Lefèbvre. Ze kregen vier zoons en zes dochters, met afstammelingen tot heden. Hij kreeg in 1920 de titel baron, overdraagbaar bij eerstgeboorte.
    - René de Dorlodot (1883-1970), burgemeester van Acoz, senator en ambassadeur, trouwde in 1919 in Parijs met Germaine Pepin-Lehalleur (1890-1984). Ze kregen drie dochters, met afstammelingen tot heden.

## Théodore de Dorlodot
- Théodore Frédéric de Dorlodot (Charleroi, 2 november 1790 - Lobbes, 23 december 1866), burgemeester van Couillet, trouwde in 1818 met Catherine Le vieux (1794-1830). Ze kregen een zoon. Hij werd in 1860 in de erfelijke adel erkend.
  - Jules de Dorlodot (1824-1897), burgemeester van Lustin, trouwde in 1872 in Lustin met Marie Ophoven (1848-1920). Ze kregen een zoon.